# Alexander Meng
Alexander Meng (* 12. März 1945 in Viechtach) ist ein österreichischer Mediziner.

## Leben
Alexander Meng wurde in Deutschland geboren, besuchte eine Schule in Peking, maturierte in Horn in Niederösterreich und studierte an der Universität Wien Medizin, wo er 1975 promovierte. Er absolvierte eine Weiterbildung zum Facharzt für Neurologie und Psychiatrie und war Leiter der Schmerz-, Akupunktur- und TCM-Ambulanz im Krankenhaus Lainz in Wien. Meng ist Vorstandsmitglied und Fortbildungsreferent der Österreichischen Gesellschaft für Akupunktur, Leiter des Österreichischen Arbeitskreises für Tuina-Therapie und stellvertretender Vorsitzender des Specialty Committee of TCM Psychology der World Federation of Chinese Medicine Society.

## Publikationen
- Chinesische Massage - Tuina. Neuromedizin Verlag, Bad Hersfeld 1997, ISBN 978-3-930926-08-4.
- Akupunktur für mäßig Fortgeschrittene. Bildband. 2. Auflage, Karl F. Haug Verlag, Heidelberg 1978, ISBN 3-7760-0547-5.
- Akupunktur - Schmerztherapie. In: G. Tomalske (Hrsg.): Nichtmedikamentöse Therapie bei Schmerz. Band 1, Gustav Fischer Verlag, Stuttgart 1991.
- Gertrude Kubiena, Alexander Meng, E. Petricek, U. Petricek: Handbuch der Akupunktur. Orac Verlag, Wien 1991, ISBN 3-7015-0180-7.
- Ratgeber für chinesische Reflexbehandlung. Akupunktur, chinesische Massage, Akupressur, Tuinatheraphie, Akupunkt-Massage, Shiatsu, TENS, Tsubo, Reflexzonenmassage, Neuraltherapie, Laserbehandlung, Moxibustion, Schröpfen. AMI-Verlag, Gießen 2002, ISBN 3-927971-16-2.
- Beiträge in: Gertrude Kubiena, B. Sommer: Praxishandbuch Akupunktur. Verlag Urban & Fischer, 2004, 4. überarbeitete Auflage, ISBN 978-3-437-55118-5.
- mit Leo Auerbach, Schunder-Tatzber, Wen: Ernährung bei Krebs nach den 5 Elementen der TCM., Springer Verlag, Wien 2005, ISBN 3-211-20549-7.
- Beiträge über TCM, Tuina, Akupunktur, Akupressur in: Angewandte Physiologie., Frans van den Berg (Hrsg.), Band 5, Thieme, 2005, ISBN 3-13-131121-5.
- Manfred Richart, ein Beitrag von Alexander Meng: Prof. Dr. med. Johannes Bischko ... ein Leben für die Akupunktur. nach Erzählungen und Interviews mit Prof. Dr. Johannes Bischko - dem Pionier der Akupunktur in der westlichen Welt. Maudrich Verlag, Wien 2005, ISBN 3-85175-817-X.
- Gesundheitsvorsorge mit TCM. Philosophie - Krankheitslehre - Diagnostik - Therapie. Springer Verlag, Wien 2005, ISBN 978-3-211-25213-0.
- Lehrbuch der Tuina-Therapie. die traditionelle chinesische Massage. 55 Tabellen. 5. überarbeitete Auflage, Haug Verlag, Stuttgart 2006, ISBN 978-3-8304-7245-2.
- Meridiantafel für die chinesische Massage. Tuinatherapie. Akupressur. Maudrich Verlag, Wien 2007, ISBN 978-3-85175-869-6.
- mit Wolfgang Exel: Chinesisch heilen. für Einsteiger. Akupressur. Massage. Kneipp Verlag, Leoben 2007, ISBN 978-3-7088-0407-1.
- mit Wolfgang Exel: Chinesische Heilkunst. Gesundheitspflege von Geburt bis ins Alter. Behandlung von Krankheiten. Anleitungen zur Selbsthilfe. Nikol Verlag, Hamburg 2008, ISBN 978-3-937872-99-5.